# Stabat Mater
Pour les articles homonymes, voir Stabat Mater (homonymie).

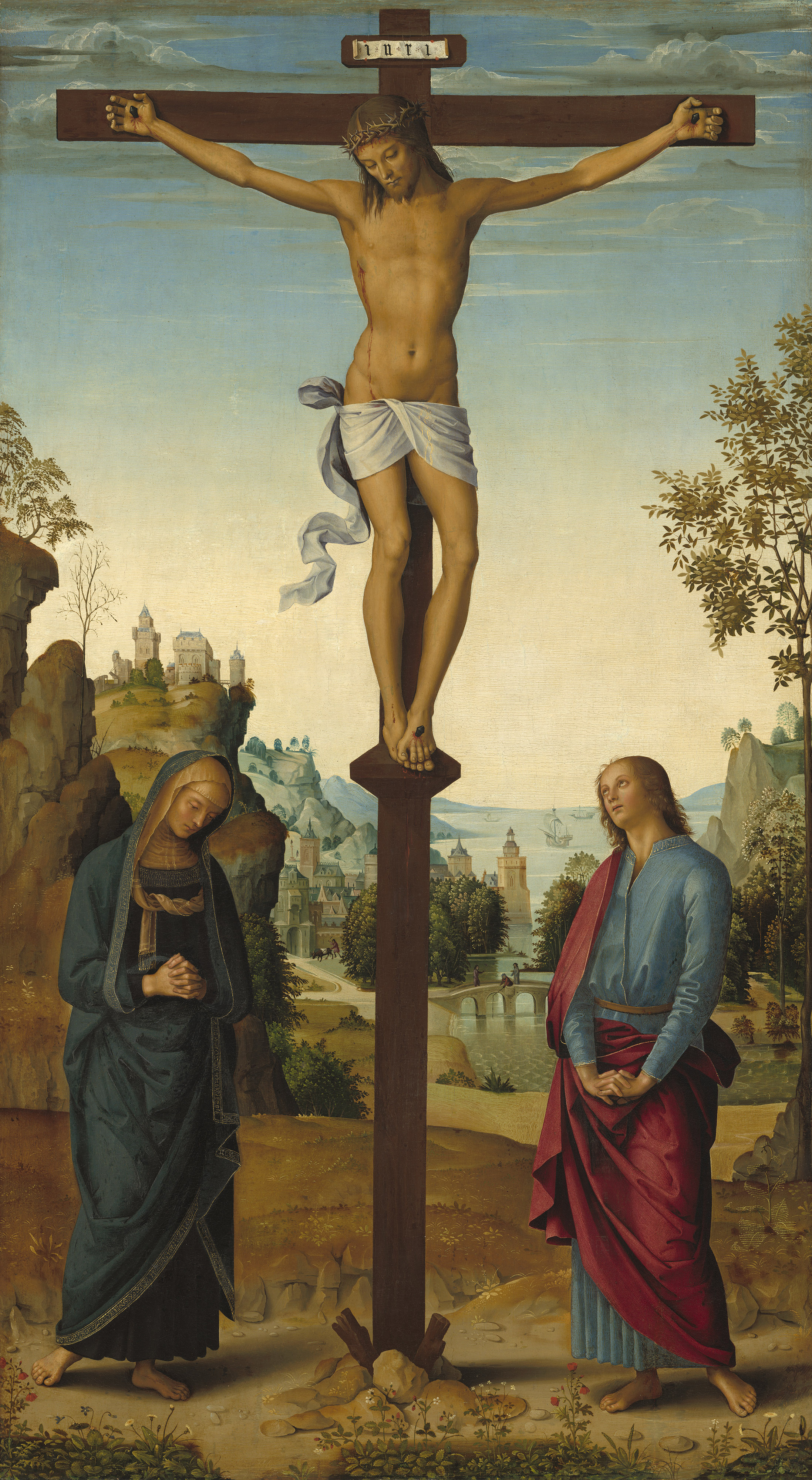
Marie à la croix, par Le Pérugin 1482. (National Gallery, Washington)

Le Stabat Mater est une hymne religieuse ainsi qu'une séquence du Moyen Âge, traditionnellement attribuée au poète franciscain Jacopone da Todi. Texte réservé à la liturgie des Heures, cette œuvre est associée à la fête de Notre-Dame des sept Douleurs par l'Église catholique dans le rite romain, d'où son nom de Sequentia de Septem Doloribus Beatæ Virginis. Le Stabat Mater fut souvent mis en musique.
Le texte de la séquence évoque la souffrance de Marie lors de la crucifixion de son fils Jésus-Christ. 

## Structure et signification du texte

### Sens
Le titre est un incipit : les premiers mots du Stabat Mater dolorosa (« La Mère se tenait là, souffrant la douleur »). Les tercets 1 et 2 font référence à une prophétie biblique de Siméon, faite à la Vierge durant la Présentation au Temple de Jésus, quarante jours après sa naissance : "Et toi-même, ton cœur sera transpercé par une épée. Ainsi seront dévoilées les pensées secrètes d'un grand nombre." (Luc, II, 35). Les tercets 3 à 7 présentent une contemplation des souffrances de la Vierge : "Qu'elle était triste, anéantie, / La femme entre toutes bénie...". Les tercets 9 à 18 sont une prière qui demande à la Vierge de nous unir à sa souffrance : "Ô Mère, source de tendresse...". Les deux derniers tercets sont une prière au Christ : "Ô Christ, à l'heure de partir..."
Le texte se compose de vingt tercets, avec une structure de 8 + 8 + 7 syllabes et des rimes en aab ccb dde ffe.

### Texte
| Latin,                                                                                 | Français                                                                                                  |
| -------------------------------------------------------------------------------------- | --- |
| Stabat Mater dolorosa iuxta Crucem lacrimosa dum pendebat Filius.                      | 1) Elle se tenait, dans la douleur, près de la croix, en larmes, tandis que son Fils était suspendu.      |
| Cuius animam gementem, contristatam et dolentem, pertransivit gladius.                 | 2) Âme gémissante, triste et dolente, qu’un glaive traversa.                                              |
| O quam tristis et afflicta fuit illa benedicta Mater Unigeniti.                        | 3) Ô que triste et affligée, fut cette femme bénie, Mère du Fils Unique !                                 |

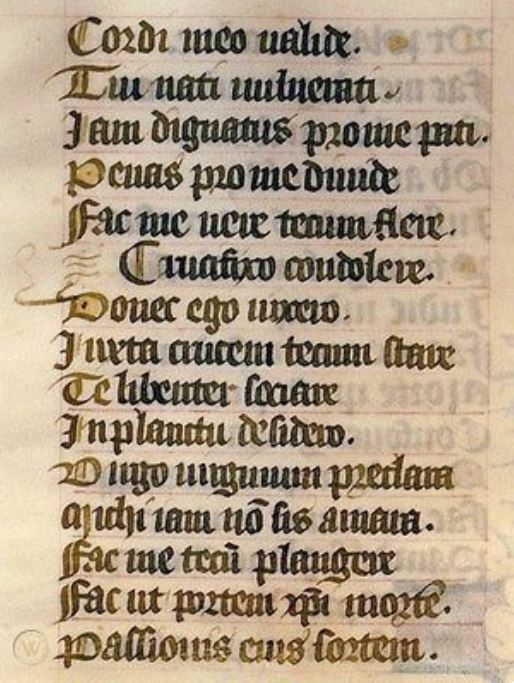
Extrait du Stabat mater dans un manuscrit du XVe siècle, tercets 11-16.

| Quæ mærebat, et dolebat, Pia Mater dum videbat nati pœnas incliti.                     | 4) Elle gémissait et se lamentait, la tendre Mère en voyant les souffrances de son célèbre Fils.          |
| Quis est homo, qui non fleret, Matrem Christi si videret in tanto supplicio ?          | 5) Quel est l’homme qui ne pleurerait s’il voyait la Mère du Christ dans un si grand supplice ?           |
| Quis non posset contristari, Christi (ou Piam) Matrem contemplari dolentem cum Filio ? | 6) Qui pourrait ne pas s’affliger contemplant la mère du Christ souffrant avec son Fils ?                 |
| Pro peccatis suæ gentis vidit Iesum in tormentis et flagellis subditum.                | 7) Pour toutes les fautes humaines, elle vit Jésus dans la peine et sous les fouets meurtri.              |
| Vidit suum dulcem natum moriendo desolatum, dum emisit spiritum.                       | 8) Elle vit l'Enfant bien-aimé mourir tout seul, abandonné, et soudain rendre l'âme.                      |
| Eia Mater, fons amoris, me sentire vim doloris fac, ut tecum lugeam.                   | 9) Ô Mère, source d'amour, fais-moi sentir la force de ta douleur que je pleure avec toi.                 |
| Fac, ut ardeat cor meum in amando Christum Deum, ut sibi complaceam.                   | 10) Fais que brûle mon cœur dans l'amour du Christ mon Dieu : et ne cherche qu'à lui plaire.              |
| Sancta Mater, istud agas, crucifixi fige plagas cordi meo valide.                      | 11) Sainte Mère, fais cela grave les plaies du Crucifié en mon cœur très fortement.                       |
| Tui nati vulnerati, tam dignati pro me pati, pœnas mecum divide.                       | 12) De ton Fils blessé, qui daigna souffrir pour moi partage avec moi les tourments.                      |
| Fac me tecum pie flere, Crucifixo condolere, donec ego vixero.                         | 13) Donne-moi de pleurer tendrement avec toi, de compatir au Crucifié, au long de mon existence !         |
| Iuxta Crucem tecum stare, et me tibi sociare in planctu desidero.                      | 14) Près de la croix, avec toi rester et m'associer avec toi, dans le deuil, voilà mon désir.             |
| Virgo virginum præclara, mihi iam non sis amara : fac me tecum plangere.               | 15) Vierge des vierges, toute pure, Ne me sois pas défavorable ; fais que je me lamente avec toi.         |
| Fac ut portem Christi mortem, passionis fac consortem, et plagas recolere.             | 16) Donne-moi de porter la mort du Christ, fais moi l’associé de sa passion, et le gardien de ses plaies. |
| Fac me plagis vulnerari, fac me Cruce inebriari et cruore Filii.                       | 17) Laisse-moi être blessé de ses plaies, m’enivrer de la croix et du sang de ton Fils.                   |
| Flammis ne urar succensus per te, Virgo, sim defensus in die iudicii                   | 18) Contre les flammes dévorantes par toi, Vierge, que je sois défendu au jour du jugement.               |
| Christe, cum sit hinc exire, da per Matrem me venire ad palmam victoriæ.               | 19) Ô Christ, à l'heure de partir, puisse ta Mère me conduire à la palme de la victoire.                  |
| Quando corpus morietur, fac ut animæ donetur paradisi gloria.                          | 20) À l'heure où mon corps va mourir, fais que soit donnée à mon âme la gloire du paradis .               |

## Historique

### Origine
Le texte n'est pas antérieur au XIIIe siècle. Le sujet du Stabat Mater est étroitement lié à une pensée théologique  apparue au XIIIe siècle. Par exemple, le franciscain Jacques de Milan, au XIIIe siècle, explique dans son Stimulus Amoris que la compassion aux douleurs de la Sainte Mère trouve sa réalisation dans l'union mystique aux blessures du Fils,. 
Le texte du Stabat Mater est traditionnellement attribué au moine et poète franciscain Jacques de Benedictis, dit Jacopone da Todi († 1306), depuis l'avis formulé par Luc de Wadding († 1657), lui-même franciscain. Tout comme d'autres textes médiévaux, il manque de manuscrit autographe. L'attribution la plus ancienne  se trouve dans l'appendice de la publication de 1495 à Brescia, la deuxième édition du Laude del Beato frate Jacopon.
Auparavant, la liste de candidats était longue et comprenait, Grégoire le Grand († 604), Bernard de Clairvaux († 1153), Innocent III († 1216), Grégoire IX († 1241), Bonaventure de Bagnoregio († 1274), Grégoire X († 1276), Jean XXII († 1334), Grégoire XI († 1378)...

### LeStabat Materen langue vulgaire
Entre le XIIIe siècle et le XVe siècle, le Stabat Mater dolorosa se répandit en raison des flagellants qui parcouraient l'Europe en chantant cette hymne,. Elle bénéficiait d'une grande popularité,. De nombreuses traductions en français furent publiées entre les XIVe et XVIe siècles. Ainsi, la bibliothèque municipale de Chalon-sur-Marne conserve l'une des plus anciennes copies, celle de la fin du XIVe siècle. Il s'agit des fragments d'un livre de la liturgie des Heures en français,. Il existe notamment le manuscrit 5095 à la bibliothèque de l'Arsenal, dit Psautier français de Claude Gouffier. 
Le manuscrit Rés. Vélins 1660, à la Bibliothèque nationale de France, se caractérise par l'alternance des textes latin et français. Il s'agit du livre des Heures, copié en 1543 à Rouen et en usage dans le même lieu. Cette traduction connut dans la seconde moitié du XVe siècle une dizaine d'éditions. Geneviève Hasenohr en estime le nombre d'exemplaires à au moins 5 000, peut-être jusqu'à 10 000.
Friedrich Gustav Lisco comptait en 1843 cinquante-trois versions en allemand et quatre en néerlandais,. Le manuscrit le plus ancien, celui de Hermann de Salzbourg, date de 1396.
L'usage du texte français était autorisé en France jusqu'à ce que Louis XIV l'interdise par l'édit de Fontainebleau en 1685

### Officialisation et indulgences
Avant que le Saint-Siège n'autorise (ou réautorise) le Stabat Mater dans le cadre de la Contre-Réforme, sa pratique était déjà établie dans le calendrier liturgique car la fête de la Compassion de la Vierge Marie, liée au Stabat Mater, fut instituée par le concile provincial de Cologne en 1423,.
Les séquences furent contestées au concile de Trente. Condamné depuis le concile provincial de Cologne de 1538, ce genre, qui manquait souvent de qualité et d'autorisation formelle, fut intégralement supprimé dans le Missale Romanum approuvé en 1570 par le pape Pie V. Or le rite tridentin admettait et sauvegardait quatre exceptions : Victimæ paschali laudes, Veni Sancte Spiritus, Lauda Sion et Dies iræ.
En 1727, la cinquième séquence, le Stabat Mater, fut ajoutée par le pape Benoît XIII à la liturgie de la fête de la Compassion de la Très-Sainte Vierge, devenue plus tard Notre-Dame des Douleurs,. Depuis cette date, le Stabat Mater est affecté à cette fête. 
En 1913, la réforme liturgique de Pie X concernant le chant grégorien amena à modifier le calendrier. Avec le titre de « fête de Notre-Dame des sept Douleurs », la date fut déplacée au 15 septembre,.
Par un bref apostolique de 1681, le pape Innocent XI accorda cent jours d'indulgence aux fidèles, en souhaitant rappeler la douleur de Marie. Le 18 juin 1876, le pape Pie IX confirma cette indulgence par son rescrit.

### Usage actuel selon le rite romain
À la suite du concile Vatican II, l'usage liturgique du Stabat Mater devint facultatif. Un autre changement était le déplacement de l'exécution avant l'Alléluia qui précède la lecture de l'Évangile. 
Cette séquence, qui a sa fonction liturgique dans la messe, n'est pas une prière quotidienne.

### Appréciations
Le poète écossais Walter Scott écrivit à son ami George Crabbe : « To my Gothic ear, indeed, the Stabat Mater, the Dies iræ, and some of the other hymns of the Catholic Church, are more solemn and affecting ... » (Pour mes oreilles de  gothique, le Stabat Mater, le Dies iræ, ainsi que d'autres hymnes de l'Église catholique, sont plus solennels et émouvants ...) que les œuvres de George Buchanan. Ludwig Tieck était un autre écrivain qui aimait cette séquence. Le théologien Philip Schaff étudia les deux Stabat Mater et en vanta « le charme et la puissance mystérieuse ».

## Compositeurs

### Renaissance
La composition en polyphonie de ce texte était assez connue à la Renaissance. Les manuscrits les plus anciens existants indiquent que le Stabat Mater occupait une position importante dans le répertoire de l'école franco-flamande, parce que porté par les célèbres compositeurs Josquin des Prés et Gaspar van Weerbeke. D'une part, ceux-ci étaient les plus distingués à leur époque. D'autre part, les musiciens de cette école connaissaient, en se déplaçant, de grands princes dans toute l'Europe, qui possédaient une influence considérable dans la pratique auprès de grandes paroisses. On trouva donc ensuite des compositeurs en Angleterre, en Espagne, en Italie.  
On compte aussi deux grands compositeurs liés à la Contre-Réforme. Tous les deux, Giovanni Pierluigi da Palestrina et Roland de Lassus, écrivirent leur motet Stabat Mater à huit voix et en double chœur, ce qui signifie qu'il s'agissait de la composition pour l'usage solennel. L'œuvre de Palestrina était, en effet, chantée les Jeudi et Vendredi Saints à la chapelle Sixtine, de sorte que le manuscrit se conserve à la Bibliothèque apostolique vaticane (manuscrit Cappella Sistina 29).

### Musique baroque
L'adoption de cette séquence dans le rite romain selon la réforme tridentine favorisa aisément la composition en musique baroque. Cette dernière était tellement florissante que de nombreux musiciens de grande qualité écrivirent leur Stabat Mater. En France, un compositeur savant, Sébastien de Brossard, laissa un chef-d'œuvre. L'œuvre de Louis-Nicolas Clérambault demeure particulière. Chargé de servir aux jeunes orphelines de la maison royale de Saint-Louis, il écrivit un chant à deux voix, plus simple mais adapté. Marc-Antoine Charpentier, disciple de Giacomo Carissimi, en composa en deux façons différentes, liturgique et spirituelle. 
C'était notamment en Italie que ce répertoire était florissant. On en compte plusieurs compositeurs parmi les plus distingués, tels Agostino Steffani, Alessandro Scarlatti, Antonio Vivaldi, Domenico Scarlatti. Une composition monumentale, si c'était assez modeste, était celle de Giovanni Battista Pergolesi qui disparut peu après avoir composé son œuvre. Témoignage de son talent, si spirituelle si musicale, celle-ci reste une référence incontestable jusqu'ici . L'œuvre de Steffani aussi était son chant du cygne. Lorsque le pape Benoît XIII officialisa la Stabat Mater en 1727, il était en train de composer sa dernière œuvre selon ce texte, de tout son cœur.

### Musique classique
L'œuvre de Joseph Haydn est d'une importance considérable dans l'histoire du Stabat Mater. Il s'agissait en effet d'une œuvre non liturgique. C'est le 9 avril 1781 (cette année-là, Pâques était célébrée le 15 avril) que cette œuvre, de nos jours répertoriée Hob XXbis, fut présentée à Paris, dans le cadre du Concert spirituel. Cela lui conféra un grand succès grâce auquel la séquence Stabat Mater devint, pour le concert durant le Carême, l'un des programmes les plus importants et les plus populaires. Même après la découverte récente du prototype en extrait Hob XXa, composé en 1767, l'inauguration à Paris est toujours considérée comme une véritable création de cette œuvre,. Depuis lors, ce compositeur était très connu en France. En témoigne la publication intervenue en 1785 à Paris, dont la bibliothèque nationale de France conserve un exemplaire : « Du Répertoire de M. Le Gros Pensioneur Du Roy et Directeur du Concert Spirituel STABAT MATER À Quatre Voix et Chœur, Dédié Aux Amateurs. »
Au XIXe siècle, l'œuvre de Gioachino Rossini fut commandée par le théologien espagnol, Manuel Fernández Varela († 1834). Comme la santé affaiblie de Rossini empêcha de compléter sa première version, Giovanni Tadolini partagea sa tâche. On sait qu'à cette époque-là, les voix de femmes étaient interdites dans les églises espagnoles, ce qui n'était pas adapté aux lignes que Rossini avait composées. Toutefois, on ignore la raison exacte pour laquelle le compositeur ne put pas achever cette première version. Quoi qu'il en soit, l'œuvre fut exécutée le vendredi saint 5 avril 1833 à la chapelle du couvent de Saint-Philippe de Real à Madrid. Plus tard, le compositeur reprit le texte et la deuxième version fut créée, le 7 janvier 1842, au théâtre italien de Paris. Connaissant un succès, l'œuvre fut également appréciée par Franz Liszt qui effectua sa transcription, puis la reconstruisit en petite pièce pour ténor et orgue. 
Liszt utilisa les deux textes Stabat Mater speciosa et Stabat Mater dolorosa dans son oratorio Christus. En outre, il en fit encore une pièce pour le piano, LW A142. Giuseppe Verdi aussi intégra son Stabat Mater dans les Quattro pezzi sacri. 
Charles Gounod, quant à lui, composa son œuvre avec une paraphrase en français du chanoine Abdon-Antoine Castaing, dans un recueil qui se composait de treize pièces. Par apport au texte allemand, il s'agissait d'un oratorio de Franz Schubert. Or, à Vienne où de grands orchestres étaient préférés, on fit enrichir l'œuvre de Pergolesi. Cet arrangement fut effectué, surtout par Antonio Salieri ; il fit perdre de sa pureté à l'œuvre originale. Toutefois, cet arrangement, dit version viennoise, était une merveilleuse adaptation pour le chœur à quatre voix qui reste toujours standard depuis ce siècle, avec une couleur sonore impressionnante. Son exécution perdura jusqu'à ce que la musique ancienne soit proprement redécouverte.

### De nos jours
Le texte du Stabat Mater continue à inspirer les musiciens contemporains. Lorenzo Perosi, directeur du chœur de la chapelle Sixtine, laissa son œuvre liturgique. Francis Poulenc, Krzysztof Penderecki et Arvo Pärt, qui sont des compositeurs chrétiens les plus distingués du XXe siècle, exprimaient leur foi avec la Stabat Mater. Si la pratique en latin devint de moins en moins fréquente, ce texte reste très important en Europe. Ainsi, les œuvres de Philippe Hersant et de Patrick Burgan furent composées sur demandes de l'État. La capitale européenne de la culture donna naissance à celle de Karl Jenkins en 2008, en faveur de la ville de Liverpool. L'œuvre fut créée le 15 mars à la cathédrale de Liverpool.
Cette dernière œuvre présentait encore deux caractéristiques importantes. D'une part, il s'agit d'une composition libre avec des textes latins du Stabat Mater ainsi que des textes anglais, ce qui est une tendance récente, surtout parmi les compositeurs britanniques. D'autre part, tout comme celle de Joseph Haydn, la séquence Stabat Mater occupe une place importante dans les programmes pendant le Carême. En résumé, cette séquence reste aujourd'hui tant dans la liturgie que dans les concerts. Au XXIe siècle, la création se continue encore par les compositeurs.
|                        |
| Rossini le 5 mars 1843 |

|                                                                 |
| Pergolesi les 5 et 6 avril 1928 (Jeudi Saint et Vendredi Saint) |

|                             |
| Pergolesi le 1er avril 1998 |

|                          |
| Schubert le 21 mars 2016 |

|                                         |
| Dvořák le 23 mars 2016 (Mercredi Saint) |

## Mise en musique

### Renaissance
- Josquin des Prés (vers 1440 - † 1521) : motet à 5 voix, avec ténor chantant Comme femme desconfortée de Gilles Binchois, NJE25.9[27]
- Gaspar van Weerbeke (vers 1445 - † 1517) : motet à 5 voix (vers 1497)[28]
- Franchini Gaffurio (1451 - † 1522) : motet pluritextuel à 4 voix[29],[5]
- John Browne (vers 1453 - † vers 1500) : séquence à 6 voix[30],[5]
- Johannes Prioris (vers 1460 - vers 1514) : motet pluritextuel avec le texte pour ténor La belle se sied au pied de la tour[31]
- Pedro de Escobar (vers 1465 - † vers 1535) : antienne pour la première strophe à 4 voix[32]
- William Cornysh (1465 - † 1523) : séquence à 5 voix, dans le manuscrit 178 de Eton College à Windsor[33],[5]
- Richard Davy (vers 1465 - † 1507) : œuvre dans le manuscrit de l'université de Cambridge Dd.13.27[34],[5]
- Thomas Ashwell (vers 1473 - † vers 1527) : motet[5]
- Thomas Stoltzer (vers 1480 - † 1526) : motet[35]
- Giovanni Pierluigi da Palestrina (1525 - † 1594) : séquence à 8 voix en double chœur[36] [partition publiée en 1843] [manuscrit en ligne]
- Roland de Lassus (1532 - 1594) : motet à 8 voix en double chœur (1585)[37]
- Giovanni Maria Nanino (vers 1544 - † 1607) : séquence pour chœur à 4 voix d'hommes, en alternance avec le plain-chant[38]
- Gregor Aichinger (vers 1564 - † 1628) : œuvre à 3 voix[5]

### Musique baroque
- Charles de Courbes (vers 1580 - † vers 1628) : cantique spirituel à 4 voix (1622)[39],[5]
- Giovanni Felice Sances (vers 1600 - † 1679) : séquence pour solo et basse continue, dans le recueil Motetti a voce sola (1638)[40]
- Marc-Antoine Charpentier (1643 - † 1704) : 
  - motet pour soprano solo et basse continue, H15[41]
  - motet à 3 voix avec basse continue dans les Méditations pour le Carême, n° 8, H387[42]
- Heinrich Ignaz Franz Biber (1644 - † 1704) : hymne pour la fête des sept douleurs de la Vierge, à 4 voix avec basse continue et orgue[43]
- Agostino Steffani (1654 - 1728) : séquence à 6 voix avec instruments à cordes (vers 1727)[44]
- Sebastien de Brossard (1655 - † 1730) : motet pour 5 solistes et chœur à 5 voix accompagné de basse continue, SdB8[45]
- Alessandro Scarlatti (1660 - † 1725) : motet pour soprano, contralto, 2 violons et basse continue (1724)[46]
- Antonio Caldara (vers 1671 - † 1736) : séquence pour chœur à 4 voix et instruments[47],[5]
- Louis-Nicolas Clérambault : motet à 2 voix de femmes en usage de la maison royale de Saint-Louis à Saint-Cyr (1733)[48]
- Antonio Vivaldi (1678 - † 1741) : séquence pour alto et instruments, commandée par Santa Maria della Pace de Brescia, R621 (1772)[49]
- Emanuele d'Astorga (1680 - † vers 1757) : œuvre à 4 voix accompagnée de violons et de basse continue[50]
- Domenico Scarlatti (1685 - † 1757) : Choeur à 10 voix (vers 1715)[51]
- Luca Antonio Predieri (1688 - † 1767) : œuvre à 4 voix a cappella[52]
- Andrea Bernasconi (vers 1706 - † 1784) : œuvre à 4 voix accompagnée d'instruments[5]
- Giovanni Battista Pergolesi (1710 - † 1736) : motet pour soprano, alto et cordes, P77 (1736)[53] [partition en ligne]
- Pasquale Cafaro (1715 - † 1787) : œuvre à 5 voix accompagnée d'instruments à cordes[54] [manuscrit en ligne]
- Girolamo Abos (1715 - † 1760) : œuvre pour 2 sopranos, alto, orgue et cordes[55] [manuscrit en ligne]

### Musique classique
- Franz Beck (1723 - † 1809) : œuvre pour grands chœur et instruments (1782)[56]
- Henri Hardouin (1727 - † 1808)  : 
  - 6 œuvres, op. 188, 190, 192, 197, 198 et 199[57]
- Tommaso Traetta (1727 - † 1779) : 
  - séquence à 4 voix avec instruments à cordes (version de Naples, vers 1750)[58],[59]
  - séquence à 4 voix avec instruments à cordes, 2 hautbois et orgue (version de Munich, 1767)[60] [manuscrit en ligne]
- Joseph Haydn (1732 - † 1809) : œuvre pour soprano, alto, ténor, basse, chœur à 5 voix et orchestre, Hob XXa/XXbis (1767/1781)[20] [partition publiée en 1785]
- Luigi Boccherini (1743 - † 1805) : séquence pour soprano, alto, ténor et orchestre à cordes, G532 (op. 61) (1781/1800)[61] [manuscrit en ligne]
- Bernard Jumentier (1749 - † 1829) : œuvre à 4 voix, chœur et orchestre[62]
- Niccolò Antonio Zingarelli (1752 - † 1837) : œuvre pour 2 voix et basse continue[63]

### Musique romantique
- Gioachino Rossini (1792 - † 1868) :
  - 1re version, inachevée à cause de sa maladie mais complétée par Giovanni Tadolini pour le Vendredi Saint de 1833 à Madrid (1832)[25]
  - 2e version pour 2 sopranos, ténor, basse, chœur à 4 voix et orchestre (1841)[25] [partition en ligne]
- Franz Schubert (1797 - † 1828) : séquence pour chœur à 4 voix, orgue et orchestre, D175 (1815)[64]
- Franz Lachner (1803 - † 1890) : 
  - œuvre à 8 voix en double chœur a cappella, op. 154 (1856)[65]
  - œuvre pour 2 sopranos, cordes et orgue, op. 168 (1870)[66]
- Juan Crisóstomo de Arriaga (1806 - † 1826) : séquence pour 2 ténor, basse et orchestre[67]
- Giuseppe Verdi (1813 - † 1901) : séquence pour chœur à 4 voix et orchestre, dans les Quattro pezzi sacri (1897)[68]
- Joseph Rheinberger (1839 - † 1901) :
  - séquence pour soprano, ténor, basse, chœur et orchestre, op. 16 (1864)[69]
  - séquence pour chœur, orgue et cordes ad libitum, op. 138 (1884)[70]
- Antonin Dvořák (1841 - † 1904) : séquence pour soprano, alto, ténor, basse, chœur et orchestre, B71 (1877)[71]
- Zoltán Kodály (1882 - † 1967) : motet pour chœur d'hommes (1898)[72]

### Musique contemporaine
- Lorenzo Perosi (1872 - † 1956) : œuvre à 4 voix, accompagnée d'orchestre[73]
- Isabel Güell i López (1872 - † 1956) : Stabat Mater (1917)[74];
- Karol Szymanowski (1882 - † 1937) : séquence polonaise pour soprano, alto, baryton, chœur et orchestre, op. 53 (1926)[75]
- Herbert Howells (1892 - † 1983) : séquence pour ténor, chœur et orchestre (1964)[76]
- Francis Poulenc (1899 - † 1963) : motet pour solo, chœur et orchestre, FP148 (1951)[77]
- Henri Carol (1910 - † 1984) : œuvre pour soprano, alto, ténor, basse, chœur à 4 voix et orgue[78]
- Niccolò Castiglioni (1932 - † 1996) : hymne Stabat Mater speciosa à 12 voix a cappella (1989)[79]
- Krzysztof Penderecki (1933 - † 2020) : séquence pour chœur dans la Passion selon saint Luc (1962)[80]
- Arvo Pärt (1935 - ) : séquence pour soprano, haute-contre, ténor et cordes (1985)[81]
- François Fayt (1946 - ) : première version pour chœur et orgue (2008)[82]
- Philippe Hersant (1948 - ) : œuvre pour chœur et cordes, commande du ministère de la Culture (2002)[83]
- Christophe Looten (1958 - ) : œuvre à 4 voix, op. 64 (2010)[84]
- James McMillan (1959 - ) : séquence pour chœur et orchestre à cordes (2015)[85]
- Salvador Brotons (1959 - ) : œuvre pour chœur et orchestre (1997)[86]
- Patrick Burgan (1960 - ) : séquence pour chœur à 6 voix, commande de l'État (1995)[87],[88]
- Jean-Charles Gandrille (1982 - ) : litanie pour 2 sopranos et orgue (2014)[89]
- Jérôme Berney (1971 -) : œuvre pour chœur mixte, basse solo et trio jazz (2014)
- Marc Garetto (1983 - ) :  œuvre pour chœur SATB, 2 solistes (Mezzo et Baryton) et orchestre (2020)

### Œuvre particulière
- Franz Schubert (1797 - † 1828) : oratorio en allemand pour soprano, ténor, basse chœur à 4 voix et orchestre, D383 (1816)[90]
- Franz Liszt (1811 - † 1886) : oratorio Christus S3, n° 3 hymne Stabat Mater speciosa et n° 12 Stabat Mater dolorosa (1866)[91],[92]
- William Henry Fry (1813 - † 1864) : oratorio pour 4 solistes et chœur[93] [partition en ligne]
- Charles Gounod (1818 - † 1893) : œuvre qui fut paraphrasée en français par le chanoine Abdon-Antoine Castaing de la basilique de Saint-Denis, dans les Douze chœurs et une cantate ou Le temple de l'Harmonie pour 2 sopranos, ténor, basse et piano ou harmonium (1869)[94] [partition en ligne]
- Karl Jenkins (1944 - ) : composition libre pour chœur et orchestre avec plusieurs textes en latin et en anglais, dans le cadre de la capitale européenne de la culture qui était attribuée à la ville de Liverpool (2008)[95]
- Bruno Coulais (1954 - ) : composition libre destinée au Festival de musique de Saint-Denis (2005)[96]
- Thierry Pécou (1965 - ) : œuvre à 12 voix avec synthétiseur selon le texte d'Arnoul Gréban, commande de la Radio France (1989)[97]
- Julien Joubert (1973 - ) : œuvre selon le texte du Mystère de la charité de Jeanne d'Arc de Charles Péguy (2011)[98]

### Œuvre instrumentale
- Franz Liszt (1811 - 1886) : œuvre pour piano, LW A142 (ou S172b, S579, n° 3) (1847)[99]

### Arrangement
- Giovanni Battista Pergolesi, version viennoise (1800) par Antonio Salieri, Franz Xavier Süßmayr et Ignaz von Seyfried[26]
- Gioachino Rossini, transcription de la première version (1832) par Franz Liszt, S553, devenue son Stabat Mater : Cuius animam pour ténor et orgue, LW K5 (ou S682, R683a) (vers 1874)[100]

### Notices
- Bibliothèque nationale de France : Stabat Mater (Jacopone da Todi)
- Académie de chant grégorien : Stabat Mater
- Service national de la Pastorale liturgique et sacramentelle sous la conférence des évêques de France : Notre Dame de Douleurs, le 15 septembre
- Michel Huglo : Stabat Mater (Dictionnaire de la Musique, 1976)

### Traductions en français
- Geneviève Hasenohr (Institut de recherche et d'histoire des textes et Centre national de la recherche scientifique) : Traductions françaises du " Stabat ", 113 p.